# Михаил Улянов
Михаил Улянов (на руски: Михаил Александрович Ульянов), роден на 20 ноември 1927 г в с. Бергамак, Муромцевски район (днес в Омска област), починал на 26 март 2007 г. в Москва, е руски и съветски театрален и киноактьор, режисьор, сценарист.
Улянов е сред най-известните, ярки и самобытни личности в киното и театъра след Втората световна война на СССР и Русия.
В многогодишната кариера на Улянов са създадени десетки роли в театъра и около 70 в киното. Изиграл е най-запаметяващата се роля на маршал Георгий Жуков във филмите за Втората световна война.
Михаил Улянов е директор на Театър „Вахтангов“ (Театр имени Е. Б. Вахтангова) в Москва от 1987 г. до смъртта си (2007). Автор е на 5 книги за себе си и за своята професия.

## Филмография
- Бяг (1971)
- Ворошиловски стрелец (1999)

## Награди
- Заслужил артист на РСФСР (1961)
- Народен артист на РСФСР (1965)
- Ленинска премия (1966)
- Народен артист на СССР (1969)
- Държавна награда на РСФСР „К. Станиславски“ (1983)
- орден „Октомврийска революция“ (1977)
- Специална награда на журито на Филмовия фестивал във Венеция (1982) за филма „Частен живот“
- Държавна награда на СССР (1983)
- 2 ордена „Ленин“ (вкл. 1986)
- Герой на социалистическия труд (СССР) (1986)
- орден „За заслуги пред Отечеството“ (1996)
- Премия на президента на Русия в областта на литературта и изкуството (1998)
- награда „Ника“ (2000)
- Почетен гражданин на Омска област (2005)
- Почетен гражданин на град Тара